# Petru Venerabilul
Petru Venerabilul (n. 1092, Auvergne, Franța – d. 25 decembrie 1156, Cluny, Bourgogne, Franța) a fost un călugăr benedictin, abate al Mănăstirii Cluny. Petru Venerabilul a inițiat prima traducere a Coranului în latină, proiect realizat în anul 1143 cu ajutorul magiștrilor Robert de Ketton⁠(en)[traduceți] și Hermann de Carintia⁠(en)[traduceți], numit „Dalmatul”.
A fost prieten cu Piere Abelard.

## Scrieri
- De miraculis

## Ediții
- Jean-Pierre Torrell (traducteur et éditeur scientifique), Denise Bouthillier (traductrice et éditrice scientifique) (trad. din latină), Livre des merveilles de Dieu (De miraculis), Paris et Fribourg, Cerf et Éditions universitaires de Fribourg, 1992.